# Jonathan Soriano
Jonathan Soriano Casas (El Pont de Vilomara i Rocafort, 24 september 1985) is een Spaans voormalig voetballer die bij voorkeur als aanvaller speelde. 

## Clubvoetbal
Soriano begon in 2000 in de jeugdelftallen van RCD Espanyol. In het seizoen 2002/2003 maakte hij zijn debuut in het eerste elftal in de Primera División. Soriano werd in het tweede deel van de seizoenen 2005/2006, 2006/2007 en 2008/2009 verhuurd aan respectievelijk Almería CF, Polideportivo de Ejido en Albacete Balompié, destijds alle drie clubs uit de Segunda División A.
In 2009 werd zijn aflopende contract bij Espanyol niet verlengd, waarna Soriano vertrok naar FC Barcelona, waar hij voor het tweede elftal ging spelen. In het seizoen 2009/2010 werd Soriano met achttien doelpunten in de competitie topscorer van het team. Met een benutte strafschop in de laatste ronde van de play-offs tegen UE Sant Andreu (1-0, 0-0), had de aanvaller dat seizoen  een belangrijk aandeel in de behaalde promotie naar de Segunda División A van Barça B. Op 28 oktober 2009 speelde hij zijn enige wedstrijd voor het eerste team als invaller in de wedstrijd om de Copa del Rey tegen Cultural y Deportiva Leonesa. In het seizoen 2010/2011 werd Soriano met 32 doelpunten topscorer van de Segunda A. Door een knieblessure tijdens de voorbereiding op het nieuwe seizoen, miste Soriano de eerste maanden van de jaargang 2011/2012. In januari 2012 werd hij gecontracteerd door Red Bull Salzburg voor 800.000 euro. In het seizoen 2013/14 werd hij topscorer van de Europa League. In januari 2015 verengde hij zijn contract tot medio 2018. Op 27 februari 2017 ging hij naar China waar hij voor Beijing Guoan gaat spelen. Hij verruilde in augustus 2019 Al-Hilal voor Girona FC. Hij besloot zijn loopbaan in 2021 bij CD Castellón.

### Statistieken
| Seizoen | Club                     | Land                   | Competitie                | Duels | Doelp. |
| ------- | ------------------------ | ---------------------- | ------------------------- | ----- | ------ |
| 2002/03 | RCD Espanyol             | Vlag van Spanje        | Primera División          | 1     | 0      |
| 2003/04 | RCD Espanyol             | Vlag van Spanje        | Primera División          | 0     | 0      |
| 2004/05 | RCD Espanyol             | Vlag van Spanje        | Primera División          | 7     | 1      |
| 2005/06 | RCD Espanyol             | Vlag van Spanje        | Primera División          | 3     | 0      |
| 2005/06 | → Almería CF             | Vlag van Spanje        | Segunda División A        | 17    | 6      |
| 2006/07 | RCD Espanyol             | Vlag van Spanje        | Primera División          | 1     | 0      |
| 2006/07 | → Polideportivo de Ejido | Vlag van Spanje        | Segunda División A        | 12    | 2      |
| 2007/08 | RCD Espanyol             | Vlag van Spanje        | Primera División          | 24    | 2      |
| 2008/09 | RCD Espanyol             | Vlag van Spanje        | Primera División          | 7     | 0      |
| 2008/09 | Albacete Balompié        | Vlag van Spanje        | Segunda División A        | 11    | 1      |
| 2009/10 | FC Barcelona             | Vlag van Spanje        | Primera División          | 0     | 0      |
| 2009/10 | FC Barcelona B           | Vlag van Spanje        | Segunda División B        | 26    | 17     |
| 2010/11 | FC Barcelona B           | Vlag van Spanje        | Segunda División A        | 37    | 32     |
| 2011/12 | FC Barcelona B           | Vlag van Spanje        | Segunda División A        | 10    | 5      |
| 2011/12 | Red Bull Salzburg        | Vlag van Oostenrijk    | Bundesliga                | 11    | 3      |
| 2012/13 | Red Bull Salzburg        | Vlag van Oostenrijk    | Bundesliga                | 33    | 26     |
| 2013/14 | Red Bull Salzburg        | Vlag van Oostenrijk    | Bundesliga                | 28    | 31     |
| 2014/15 | Red Bull Salzburg        | Vlag van Oostenrijk    | Bundesliga                | 32    | 31     |
| 2015/16 | Red Bull Salzburg        | Vlag van Oostenrijk    | Bundesliga                | 27    | 21     |
| 2016/17 | Red Bull Salzburg        | Vlag van Oostenrijk    | Bundesliga                | 13    | 8      |
| 2017    | Beijing Guoan            | Vlag van China         | Super League              | 19    | 16     |
| 2018    | Beijing Guoan            | Vlag van China         | Super League              | 12    | 9      |
| 2019    | Al-Hilal                 | Vlag van Saoedi-Arabië | Saudi Professional League | 8     | 3      |
| 2019/20 | Girona FC                | Vlag van Spanje        | Segunda División A        | 0     | 0      |
| Totaal  | Totaal                   | Totaal                 | Totaal                    | 339   | 214    |

## Nationaal elftal
Soriano werd in 2002 met zeven goals topscorer van het EK Onder-17. In juni 2005 was Soriano met het Spaans jeugdelftal actief op het WK Onder-20 in Nederland. In het groepsduel met Honduras (3-0) scoorde hij als aanvaller en stopte hij als keeper een strafschop. Nadat doelman Roberto een doorgebroken speler had neergehaald en daarvoor rood kreeg, moest Jonathan Soriano tussen de palen plaatsnemen, aangezien Spanje als drie keer gewisseld had. Vervolgens stopte hij de toegekende strafschop en werd Jonathan Soriano voor de tweede keer de gevierde man bij Spanje. In de kwartfinale werd Spanje door Argentinië uitgeschakeld.
Voor het Spaans nationaal elftal speelde Soriano niet, maar in december 2004 debuteerde hij wel in het Catalaans elftal in de wedstrijd tegen Argentinië. In december 2005 maakte Soriano tegen Paraguay zijn eerste doelpunt.

## Erelijst
Espanyol
- Copa del Rey

2005/06
 Red Bull Salzburg
- Bundesliga

2014, 2015, 2016
- Oostenrijkse voetbalbeker

2011–12, 2013–14, 2014–15, 2015–16
Individueel
- Topscorer Segunda División

2011 (32 goals)
- Topscorer Bundesliga

2014 (26 goals), 2015 (31 goals), 2016 (21 goals)
- Topscorer UEFA Europa League

2013/14 (8 goals)